# Calum Randle

a Compétitions nationales et continentales officielles uniquement.

b Matchs officiels uniquement.
Dernière mise à jour le 16 octobre 2021.
Calum Randle né le 18 janvier 2000, est un joueur franco-britannique de rugby à XV évoluant au poste d'ailier.

## Biographie
Calum Randle a commencé le rugby à Gloucester à l'âge de 7 ans, avant d'arriver en France à 13 ans, où il suit ses parents à Marseillette.

### Carrière en club
Il fréquente par la suite l'US Carcassonne puis le RC Narbonne, étant en parallèle pensionnaire du pôle espoirs de Béziers.
Ayant par la suite intégré le MHR, il fait ses débuts professionnels à XV lors de la saison 2019-2020 en Coupe d'Europe à Gloucester, contre son premier club formateur.

### Carrière internationale
International des moins de 16 puis 18 ans avec l'équipe de France à XV, Randle intègre ensuite l'équipe des moins de 18 ans à sept pour représenter la France aux Jeux de la jeunesse en 2018, où il remporte une médaille d'argent.
La même année il est sélectionné en équipe à sept senior, où il joue et marque son premier essai sur les World Rugby Sevens Series en Afrique du Sud contre le Japon.
Le 11 février 2020 il est convoqué pour la première fois en équipe de France des moins de 20 ans.

## Palmarès
France -18
- Vice-champion olympique de la jeunesse en 2018